# Bad Erlach
Bad Erlach (fino al 2007 Erlach; informalmente anche Bad Erlach an der Pitten) è un comune austriaco di 2 995 abitanti nel distretto di Wiener Neustadt-Land, in Bassa Austria; ha lo status di comune mercato (Marktgemeinde). Nel 1871 ha inglobato il comune soppresso di Brunn-Linsberg, formato dai comuni catastali di Brunn bei Pitten e Linsberg.

## Monumenti e luoghi d'interesse
- Castello di Linsberg